# Christoph Rudolff
Christoff oder Christoph Rudolff (* um 1500 in Jauer, Herzogtum Schweidnitz-Jauer; † vor 1543 wahrscheinlich in Wien) war ein deutscher Mathematiker.

## Leben
Über seine Lebensverhältnisse ist nicht viel bekannt. Möglicherweise ist er (nach Kaunzner) identisch mit einem Christoferus Valentini de Jauer, der sich im Sommersemester 1493 in Krakau immatrikulierte und dort 1495 sein Baccalaureat erhielt. Von 1517 bis 1521 war er Schüler des Mathematikers Heinrich Schreiber (Grammateus) an der Universität Wien. Er blieb danach in Wien und unterrichtete, hatte aber keine offizielle Position an der Universität. Er hatte aber Zugang zur Bibliothek der Universität.
Rudolff war der Verfasser eines Algebra-Buches (Coß), das unter dem Titel: „Behend und hübsch Rechnung durch die kunstreichen regeln Algebre, so gemeinicklich die Coß genennt werden“, das 1515 in Straßburg erschien. Es war das erste deutsche Algebra-Buch. Rudolff widmete es dem Brixner Fürstbischof Christoph von Schroffenstein.
Er verwendete als Erster die Schreibweise „√“ für die Darstellung der Wurzel. Weiterhin benutzte er die sinnvolle Festlegung, dass {\displaystyle x^{0}=1} ist, und verwendete einzelne Buchstaben für Variablen (und nicht, wie frühere Algebra-Bücher, Worte). Er benutzte als Quelle unter anderem eine lateinische Übersetzung (Robert von Chester) der Algebra von Al-Chwarizmi und eine Kompilation von Algebra-Texten von Johann Vögelin in Wien. Rudolff behandelte unter anderem die Lösung linearer und quadratischer Gleichungen. 1553 veröffentlichte Michael Stifel eine von ihm erweiterte Neuauflage. Rudolffs Algebra wurde von Gemma Frisius gewürdigt und unter anderem noch von Leonhard Euler 1770 für seine Vollständige Anleitung zur Algebra benutzt.
Daneben verfasste er auch ein Rechenbuch Künstliche Rechnung mit der Ziffer unnd mit den Zalpfennigen, sampt der Welligschen Practica, und allerley vortheil auff die Regel De Tri (Johan Singriener, Wien, 1526 und mehrere weitere Ausgaben bis 1588). Er beschreibt in seinem Buch die Grundrechenarten, Bruchrechnung, sowohl als Rechnen auf Linien (das heißt mit Rechenpfennigen) als auch mit Ziffernrechnen, den Dreisatz (Regel de Tri) und eine italienische (wellsche) Methode zur Lösung von arithmetischen Aufgaben. Das Zielpublikum waren Kaufleute. Daneben veröffentlichte er noch ein „Exempelbüchlein“ (Augsburg 1530) mit 293 Aufgaben, das den Aufgabenteil seiner Künstliche Rechnung ... erheblich erweiterte und in dem erstmals in gedruckter Form Rechnen mit Dezimalstellen hinter dem Komma auftaucht. Anstatt eines Dezimalpunkts verwendet er einen Strich. Außerdem enthält das Buch Lösungshinweise und Tabellen von regionalen Maßen.
Michael Stifel gibt im Vorwort des dritten Bandes seiner Arithmetica integra an, Rudolff sei 1543 verstorben.

## Schriften
- Michael Stifel (Hrsg.): Die Coss Christoffs Rudolffs, Königsberg 1553 (überarbeitet von Stifel; online bei der UB Bielefeld)